# Pierwsze zamążpójście
Pierwsze zamążpójście (ros. Впервые замужем; Wpierwyje zamużem) – radziecki film z 1979 roku w reżyserii Josifa Chejfica.

## Obsada
- Jewgienija Głuszenko jako Antonina Bołotnikowa
- Nikołaj Wołkow jako Jefim Jemielianowicz
- Walentina Tieliczkina jako Gala
- Swietłana Smirnowa jako Tamara
- Igor Starygin jako Walerij

i inni

## Nagrody
- 1980: Nagroda Główna dla filmu na XXII Międzynarodowym Festiwalu w Karłowych Warach
- 1980: Nagroda dla Jewgienii Głuszenko na XIII Wszechzwiązkowym Festiwalu Filmowym w Duszanbe